# 노르웨이의 국장

노르웨이의 국장

노르웨이의 왕실 문장

노르웨이의 국장은 1280년에 제정되었다. 빨간색 방패 안에는 은색 도끼를 든 금색 사자가 그려져 있으며, 방패 위에는 왕관이 올려져 있다.